# 벨기에의 철도 수송
벨기에의 철도운송은 광범위한 철도망을 이용한다. 이 나라는 국제 철도 연맹 (UIC)의 회원국이다. 벨기에의 UIC 국가 코드는 88이다.

## 역사
1835년 5월 5일, 유럽 대륙 최초의 철도가 브뤼셀-그룬드레프/알레 베르트와 메헬렌 사이에 개통되었다. 1830년대 초부터 어떤 형태의 철도나 운하가 구상되었었다. 철도의 실현 가능성은 피에르 시몽과 구스타브 드 리더 엔지니어들이 조사했다. 첫 열차는 영국에서 수입된 스티븐슨 기관차였다. 기관차는 화살을 의미하는 Pijl, 코끼리를 의미하는 Olifant, 그리고 '스티븐슨'(설계자의 이름을 따서 명명됨)으로 불렸다. 이들은 벤치형 객차와 역마차를 끌었다. 메헬렌에서 돌아올 때 Olifant는 30대의 모든 객차를 끌었다. 1840년까지 헨트, 브뤼허, 오스텐더, 안트베르펜, 메헬렌, 브뤼셀, 뢰번이 연결되었다. 리에주, 몽스, 코르트레이크에 도달해야 할 노선은 부분적으로 완성되었다. 1843년에 주요 동서/남북 축이 완성되었을 때, 민간 기업들은 자체 철도 시스템을 건설하고 사용할 수 있게 허용되었다. 이는 국가 산업화에 결정적인 역할을 했다.
1870년 벨기에 국유 철도는 863 킬로미터 (536 mi)의 철도 노선을 소유했으며, 민간 기업은 2,231 킬로미터 (1,386 mi)를 소유했다. 1870년부터 1882년까지 철도는 점진적으로 국유화되었다. 1912년에는 5,000 킬로미터 (3,100 mi)가 국유였고, 민간 노선은 300 킬로미터 (190 mi)에 불과했다. 당시 완전 국유화가 고려되었지만, 1926년 벨기에 국철이 시작될 때까지 시행되지 않았다. 벨기에 국철은 프랑스 철도망인 프랑스 국유 철도와 유사하게 SNCB(Société nationale des Chemins de Fer belges) 또는 NMBS(Nationale Maatschappij der Belgische Spoorwegen)로 명명되었는데, 프랑스 국유 철도는 12년 뒤에 설립되었다. 1958년에는 네트워크가 완전히 국유화되었다. 1935년 5월 5일, 벨기에 국철은 브뤼셀 북역에서 안트베르펜 센트랄역까지 44 킬로미터 (27 mi) 구간의 전철화를 시작했다.

## 사회 기반 시설
2003년 기준으로 네트워크는 모든 노선이 표준 궤간(1,435 mm (4 ft 8 1⁄2 in))인 3,518 킬로미터 (2,186 mi)의 철도로 구성되어 있었다. 이 모든 철도 중 2,631 킬로미터 (1,635 mi)는 전철화되었다. 대부분의 벨기에 전철 노선은 3kV DC 가공 전차선 전원 공급을 사용하지만, 고속선은 25kV AC로 전철화되어 있으며, 이는 남부 지역의 최근 전철화(리바주 - 구비 및 디낭 (벨기에) - 아투스 노선)도 마찬가지이다.
벨기에의 열차는 일반적으로 왼쪽 선로로 운행한다. 이는 도로 차량이 오른쪽으로 운행하는 것과 대조적이며, 19세기 철도망 건설에 영국의 참여가 있었음을 보여주는 증거이다.
철도망은 인프라벨이 관리하고 유지보수한다.

## 정책
벨기에는 저렴한 철도 여행 정책을 운영한다. 벨기에 시민, 특히 학생과 노인에게는 인센티브와 저렴한 요금이 제공되어 전국 도로의 교통 혼잡을 완화하는 데 도움이 된다. 공공 부문 직원들은 철도 통근을 위해 무료 또는 대폭 할인된 정기권을 받을 자격이 있다. 많은 민간 부문 고용주들도 정기권 비용에 기여한다. 흡연은 모든 철도역과 2023년 1월부터 모든 선로(실내외 모두), 그리고 객차에서 금지되어 있다.

## 인접국과의 철도 연결
모든 인접국은 표준 궤간으로 동일한 1,435 mm (4 ft 8 1⁄2 in)를 사용한다.
- 네덜란드 - 전압이 3 kV DC/1500 V DC로 다르다. 전압 변경은 로센달 남쪽과 네덜란드 역 에이스덴과 마스트리흐트 란트빅 사이에서 발생한다. 3 kV 단일 전압 벨기에 열차는 감소된 출력으로 국경을 넘어 첫 번째 큰 역(로센달 또는 마스트리흐트)까지 운행한다. 국경 횡단 지점:
  - 에선, 비제 (벨기에) (베제트)
  - 메어 (고속선, 25 kV 50 Hz)
  - 하몽, 라나컨 및 젤자테 (세 곳 모두: 비전철화, 화물 전용; 20번 라나컨 – 마스트리흐트 선은 라나컨에서 국경까지 "일시적으로 운행 중단"이며 벨기에 나머지 네트워크와 연결되지 않음)
  - 에이스덴 (계획 중, 2012년 ~ 2017년 개통 예정)
  - 아헬 (폐쇄, 2012년 ~ 2017년 재개통 예정)
  - 신트힐리스-와스 (폐쇄), 튀른하우트 (폐쇄)
- 독일 - 전압이 3 kV DC/15 kV AC로 다르다. 전압 변경은 아헨 역에서 발생하며, 3 kV 단일 전압 열차가 아헨에 도달할 수 있도록 전환 가능한 선로가 있다. 전압 변경은 화물 전용 비제 - 몬첸 - 아헨 서부 노선의 모레스네트 고가교에서도 발생한다. 국경 횡단 지점:
  - 벨켄라트
  - 켈미스-헤르겐라트 (업그레이드된 노선의 고속 교통 포함)
  - 로스하이머그라벤 (철거됨), 라렌 (철거됨), 젬메니흐 (화물 전용, 몬첸(B)과 젬메니흐(D) 화물역 사이 벨기에 국경에서 몇 킬로미터 안쪽에 전압 변경 지점)
  - 슈타이네브뤼크 (폐쇄),
- 룩셈부르크 - 전압이 3 kV DC/25 kV AC로 다르다. 룩셈부르크 대공국으로 가는 모든 벨기에 노선은 국경 훨씬 이전부터 25 kV 50 Hz를 사용하므로 전압 변경은 없다.[3] 국경 횡단 지점:
  - 아를롱 - 스테르페니흐(B) – 클라인베팅엔(L)
  - 구비(B) – 트루아비에르주(L)
  - 아투스(B) 또는 오방주(B) - 로당주(L)
  - 렝겔러, 베농샹, 롬메르스바일러 (모두 폐쇄)
- 프랑스 - 전압이 3 kV DC/25 kV AC로 다르다. 전압 변경은 국경에서 발생하지만, 고속선은 전 구간 25 kV이며 아래에 언급된 바와 같다. 국경 횡단 지점:
  - 무스크롱(B) (무스크룬) – 투르쿠앵(F)
  - 투르네(B) – 프로옌 (B) – 블랑댕(F) (투르네 – 무스크롱 75A 노선에서 'Y 프로옌' 스위치에서 국경 훨씬 이전에 전압 변경)
  - 키예브랭 (철거됨)
  - 케비(B) – 페그니(F)
  - 에르켈린 (B) – 주몽(F)
  - 오방주(B) – 몽생마르탱(F) (벨기에 노선은 국경 훨씬 이전에 50 kV AC를 사용하므로 전압 변경 없음)
  - 에스플레생의 고속선
  - 아딘케르케에서 됭케르크까지의 선로 현존, 여객 및 화물 운송 폐쇄
  - 모미니의 선로는 자전거 도로로 대체됨[4]
  - 헤르-아지몽 (디낭 (벨기에)에서 지베까지의 노선): 선로 현존, 여객 및 화물 운송 폐쇄. 디낭에서 일부 노선은 관광용 증기 기관차 운행지였지만 더 이상 운영되지 않는다.
  - 메넨, 코민-와르네통, 뢰페겜, 안투앙, 페뤼웰즈, 도르, 두아슈 (폐쇄)
- 영국 - HSL 1, LGV 노르, 채널 터널 및 하이 스피드 1/채널 터널 철도 연결선을 통해 25 kV AC를 사용한다. 벨기에와 영국 간의 모든 철도 운송은 프랑스를 경유한다.

## 같이 보기
- 벨기에 철도 서비스 목록
- 벨기에의 철도 노선 목록
- 벨기에의 철도역 목록
- 벨기에 국철
- SNCB/NMBS 차량 목록
- 국가별 철도 운송
- 트레인 월드
- 벨기에의 교통
- 비시날 트램

## 추가 자료
- 틀:P5P-Benelux-7ed